# Meda Mládková
Meda Mládková, née le 8 septembre 1919 à Zákupy et morte le 3 mai 2022 à Prague, est une collectionneuse d'art tchèque.
Son mari était l'économiste Jan Viktor Mládek (cs) (1911-1989), un des premiers gouverneurs du FMI. Après plusieurs décennies en exil, elle est revenue en Tchécoslovaquie après la révolution de Velours de 1989.

## Biographie
Marie Magdalena Františka « Meda » Sokolová est née le 8 septembre 1919 dans les locaux du château Zákupy (cs), où son père avait une brasserie. Sa famille a ensuite décidé de s'installer à Brandýs nad Labem. En 1946, elle part en Suisse pour suivre des études d'économie à Genève, où elle obtient son doctorat. Avec d'autres exilés de Tchécoslovaquie, elle publie un magazine appelé Současnost (Temps présent). Après les événements de février 1948, elle décide de ne pas retourner en Tchécoslovaquie et de venir à Paris, où elle étudie l'histoire de l'art à la Sorbonne et à l'École du Louvre, de 1955 à 1960. À Paris, elle fonde la première maison d'édition tchécoslovaque en exil sous le nom d'éditions Sokolova (1952-1956). Un de ses premiers titres publiés est un volume de poésies d'Ivan Blatný, puis les écrits de Ferdinand Peroutka. Durant son séjour à Paris, elle fait la connaissance de Jan Viktor Mládek, un exilé tchécoslovaque, qui, en 1945, avait été l'un des premiers gouverneurs du Fonds monétaire international (FMI). Après s'être mariés, ils décident de s'installer à Washington, DC en 1960. Le couple rassemble une importante collection d'art.

### Retour en Tchécoslovaquie

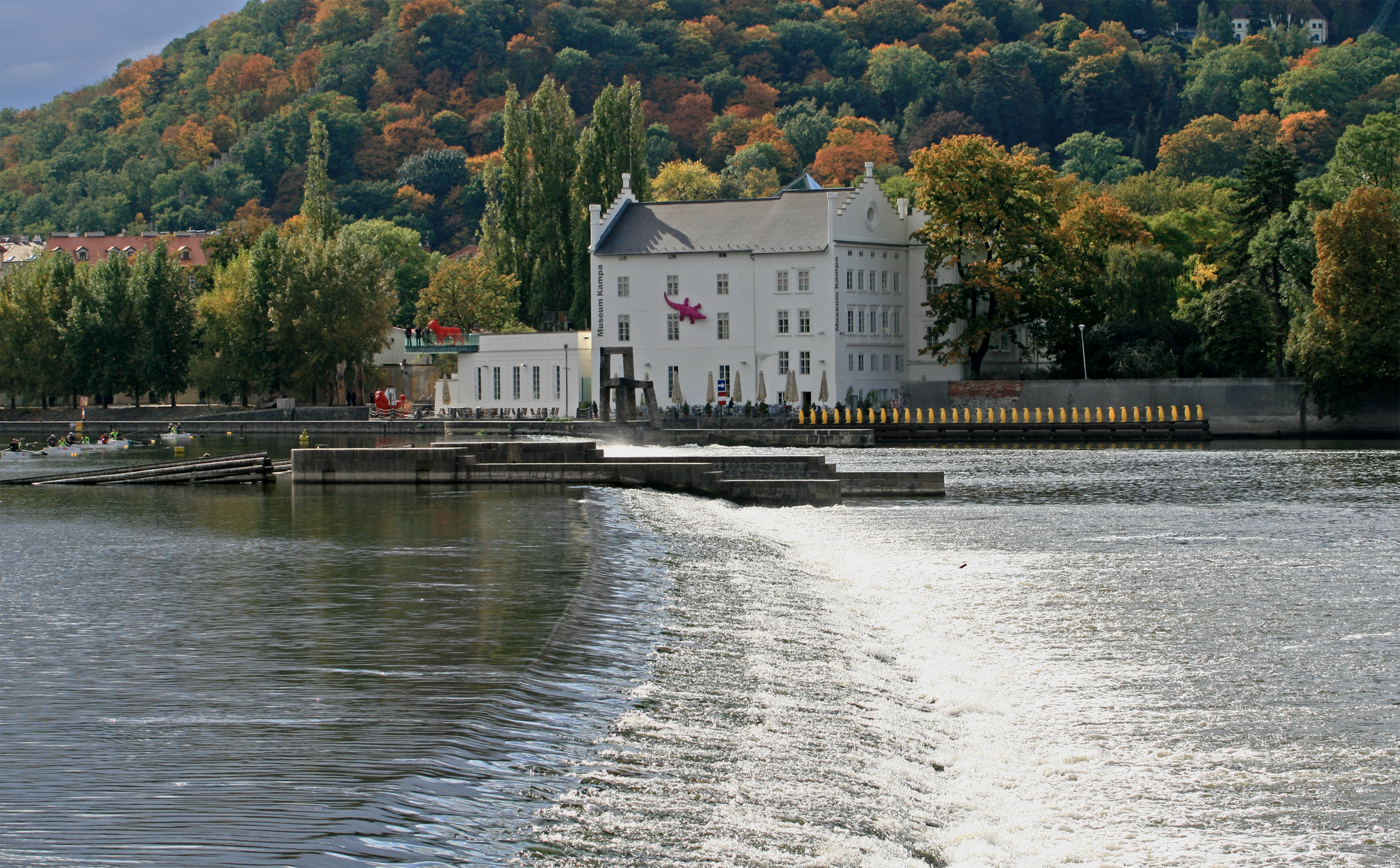
Moulins Sova à Prague.

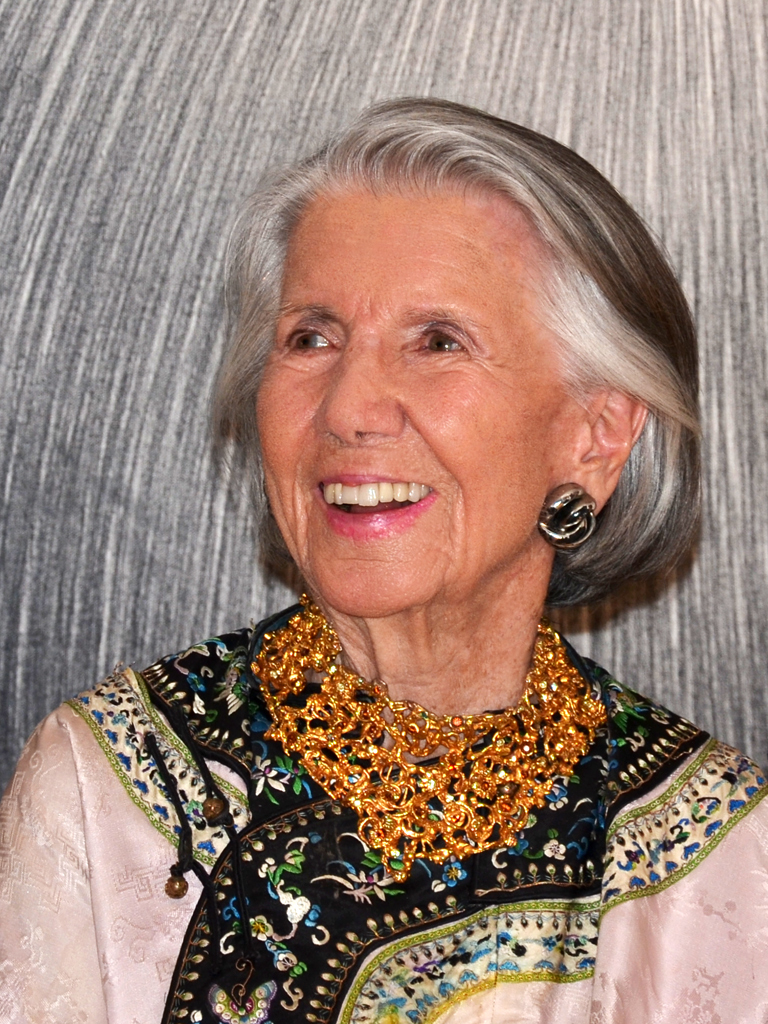
Meda Mládková lors de son 95e anniversaire le 8 septembre 2014.

En 1989, après la mort de son mari, elle revient en Tchécoslovaquie, où elle rejoint le Forum civique. Plus tard, elle fonde la fondation Jan et Meda Mládek (cs) et décide de reconstruire les bâtiments historiques des moulins Sova pour y installer le musée Kampa destiné à accueillir la collection d'œuvres d'art qu'elle avait constituée avec son mari, et dont elle a fait don à la ville de Prague,. La Fondation abrite une collection du Centre européen d'art moderne et des œuvres de František Kupka et Otto Gutfreund, dont la valeur est aujourd'hui inestimable. Elle comporte 215 études, dessins et peintures, et compte parmi les plus complètes en son genre.

## Décorations
- Commandeur de l'ordre de la Double Croix Blanche, 1998
- Médaille du Mérite de la République tchèque (en) de 2e classe, 1999
- Médaille Artis Bohemiae Amicis, 2011
- Commandeur de l'ordre national du Mérite, 2012[7]